# پنتان (هیدروکربن)
پنتان (به انگلیسی: Pentane) یک ترکیب آلی است. این ماده با پنج اتم کربن در دسته آلکان‌ها دسته‌بندی می‌شود.
|         |           |          |
| n-پنتان | ایزوپنتان | نئوپنتان |

از نرمال پنتان به‌عنوان حلال غیرقطبی در آزمایشگاه همچنین در صنعت به عنوان عامل در تولید پلی‌استایرن فوم استفاده می‌شود. همچنین از پنتان در واحدهای نیروی ژئوترمال استفاده می‌شود.